# قوشه‌دیزه (بابک)
{{Infobox settlement|name=قوشه‌دیزه|lats=03|timezone=AZT|utc_offset=+4|timezone_DST=AZT|utc_offset_DST=+5|latd=39|latm=10|latNS=N|population_footnotes=|longd=45|longm=26|longs=12|longEW=E
قوشه‌دیزه (به لاتین: Qoşadizə) یک منطقه مسکونی در جمهوری آذربایجان است که در شهرستان بابک واقع شده‌است. قوشه‌دیزه ۱۲۸۳ نفر جمعیت دارد.